# Tono de concierto
| Científico | Teoría musical | Fr-Belga | Frec. (Hz) |
| ---------- | -------------- | -------- | ---------- |
| A0         | A''            | La-1     | 27,5       |
| A1         | A'             | La0      | 55         |
| A2         | A              | La1      | 110        |
| A3         | a              | La2      | 220        |
| A4         | a'             | La3      | 440        |
| A5         | a''            | La4      | 880        |
| A6         | a'''           | La5      | 1760       |
| A7         | a''''          | La6      | 3520       |
| A8         | a'''''         | La7      | 7040       |

En teoría de la música, el tono de concierto, tono de cámara , tono normal o tono de diapasón, es el tono de la nota "La" de la octava del pentagrama, con el nombre científico A 4. El tono se fijó internacionalmente en mayo de 1939 en Londres a una frecuencia de 440 Hz. Esto lo hizo un grupo de científicos y músicos de Alemania, Inglaterra, Francia, Italia y Países Bajos. Suiza y Estados Unidos asistieron por escrito en la reunión. El tono de concierto se utiliza para poder coordinar los instrumentos musicales entre sí y es de gran importancia para los constructores de estos instrumentos. El tono de afinación se puede generar fácilmente con un diapasón que produce este tono.

## Historia

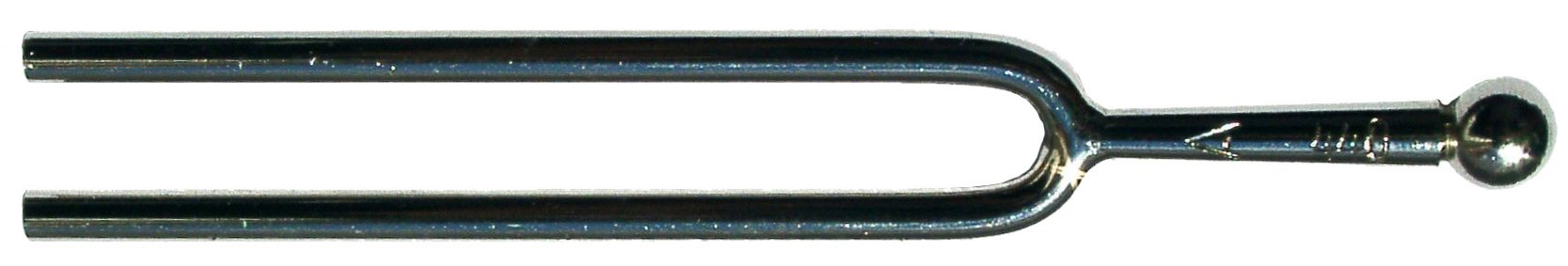
Diapasón (440 Hz)

El tono estándar de concierto no siempre ha sido fijado. Se sabe que el tono de concierto ha aumentado a lo largo de los siglos, pero esto sólo es una parte de la historia. Fue órganos que tenían un tono de afinación más elevado y que se votaron más tarde. Los órganos de la iglesia diferían enormemente de la voz. Esta variación se ha convertido cada vez más pequeña con el paso del tiempo. A medida que la gente empezó a viajaba además, hubo la necesidad de una mayor compatibilidad entre los instrumentos. Por ejemplo, si se llevaba una trompeta de una iglesia a otra, se notaba que aquel instrumento sonaba bien con un órgano, pero no con el otro. Con la introducción del tren, la necesidad de normalización se hizo aún más grande y, al mismo tiempo, los equipos de medida se volvieron cada vez mejores, creando la posibilidad de concertar un estándar viable. Por tanto, no es de extrañar que el estándar de 440 Hz no se introdujera hasta 1940. 
Se puede comparar este desarrollo con el que se hizo para introducir el estándar de tiempo en los relojes. Desde 1885, por aplicación científica se estableció que el tono de concierto (la nota A4) debía tener una frecuencia de 440 Hz (estándar de una fuente de sonido específica a 20 °C, ver tabla) Por lo tanto, la mayoría de diapasones son de 440 Hz. Debido a la revolución industrial y posteriormente de la revolución electrónica, el tono de concierto se ha estandarizado en todo el mundo. Por su riqueza en sonido y reproducción, los teclados electrónicos se han popularizado en todo el mundo y por ello el tono de 440 Hz se ha convertido en el estándar en una gran variedad de tipos de música.
A lo largo de los siglos, la altura del tono de concierto ha variado mucho. Informalmente, la industria musical americana llegó a un compromiso de 440 Hz para la construcción de instrumentos musicales. Este valor fue asumido en 1936 por la American Standards Association. En 1955, en una conferencia internacional en Londres, se tomó la decisión de utilizar los 440 Hz como estándar (y fue confirmada en 1975) por la Organización Internacional para la Normalización, conocida como ISO 16.

## Variación de los tonos de concierto
En la siguiente tabla se muestra la diversidad de los tonos de concierto a lo largo de los años. 
| Frecuencias de los diferentes tonos de concierto | Frecuencias de los diferentes tonos de concierto | Frecuencias de los diferentes tonos de concierto | Frecuencias de los diferentes tonos de concierto |
| año                                              | País o lugar                                     | frecuencia                                       | Nota |
| ------------------------------------------------ | ------------------------------------------------ | ------------------------------------------------ | --- |
| Hasta alrededor de 1500                          |                                                  | 400-500 Hz                                       | Sin ninguna norma |
| 1500-1670                                        |                                                  | 466                                              | Un semitono superior a 440 Hz |
| 1650                                             | Francia                                          | 415                                              | El tono de origen parisino tono inferior a 466 Hz) |
| 1760-1820                                        | -                                                | 440                                              | Aumenta hasta el tono normal actual (otro semitono superior a 415 Hz) |
| 1820                                             | Alemania                                         | 423                                              | - |
| 1820                                             | Austria                                          | 434                                              | |
| 1859                                             | París                                            | 435 (a 15 °C)                                    | Tal como establece el comité de tonos internacional (corresponde a 440 Hz a 20 °C aproximadamente, temperatura a la que los instrumentos de viento, como el órgano de tubos, sacan el aire hacia el medio) |
| 1850-1896                                        | Inglaterra                                       | 453                                              | Antiguo tono filarmónico |
| 1880                                             | Alemania                                         | 494                                              | |
| 1880                                             | Austria                                          | 447                                              | |
| 1897-1939                                        | Inglaterra                                       | 439                                              | Nuevo tono filarmónico |
| 1939                                             | Inglaterra                                       | 440                                              | Tono estándar americano (american standard pitch) |
| hasta 1950                                       | países Bajos                                     | 451                                              | Antiguo estándar de armonía |
| alrededor de 1950                                |                                                  | 440-445                                          | Actualmente muchas orquestas modernas tocan por encima de 440 Hz y muchos instrumentos están construidos ad Hoc.                                                                                           |

## Tonos de afinación
Se pueden utilizar los tonos siguientes para poder ajustar los instrumentos: 
| 431 Hertzⓘ | 432 Hertzⓘ | 433 Hertzⓘ | 434 Hertzⓘ |
| 435 Hertzⓘ | 436 Hertzⓘ | 437 Hertzⓘ | 438 Hertzⓘ |
| 439 Hertzⓘ | 440 Hertzⓘ | 441 Hertzⓘ | 442 Hertzⓘ |
| 443 Hertzⓘ | 444 Hertzⓘ | 445 Hertzⓘ | 446 Hertzⓘ |

## Tono de cámara
La designación de tono de cámara hace referencia a las salas en las que se solía hacer música principalmente. Opuesto con el tono de cámara estaba el tono de iglesia, también llamado tono de órgano o de corazón. La relación entre los dos tonos no siempre era clara. A veces, estaban equilibrados unos con otros, pero había casos en que se podían diferenciar un tono entero. Por cierto, también estaba el tono de concierto y el tono de ópera. Alrededor de 1880 la distinción desapareció. 

## 432Hz
En 1985 se publicó la primera edición de Von Intervalle, Tonleitern, Tonneins und dem Kammerton, posteriormente reeditada por la editorial antroposófica Verlag am Goetheanum. Con el título Intervalos, Scales, Toneladas And the Concert Pitch c = 128 Hz, el libro está publicado en inglés por Temple Lodge Press (también especializado en elaboraciones de las ideas de Rudolf Steiner). La autora, la violinista alemana-estadounidense Maria Renold (1917-2003) creció en Nueva York en círculos antroposófica, se inspiró en declaraciones del fundador de la antroposofía, Rudolf Steiner, sobre el perfecto humor de los conciertos. Este tono sería c = 128 Hz, que según Steiner sería lo mismo que "Sol". A4 (el primero A en un piano de concierto por encima del centro C) recibe así la frecuencia (redondeada) de 432 Hz. Según Renold, esta es una frecuencia ideal, que también relaciona en su libro con varios valores numéricos que se producen en el universo y en la naturaleza. Un experimento que llevó a cabo durante un periodo de veinte años y un total de cerca de 2000 participantes (no se conoce ninguna búsqueda de réplica) demostraría además que el 90% de los oyentes que escucharon diferentes octavas en dos monocordes ajustados con A4 = 432 Hz, preferían los esta frecuencia comparados con otros monocordes ajustados a 440 Hz. (Los monocordes consistían en una cuerda montada sobre una caja de resonancia, aunque el diseño no queda claro en su libro). Luciano Pavarotti y Renata Tebaldi defendieron, por razones pragmáticas, los 432 Hz como tono de concierto para preservar su voz. El director búlgaro Ivan Yanakiev fundó la "432 Orchestra" con el objetivo de divulgar los 432Hz en todo el mundo.

## Trivia
El tono de 440 Hz fue ofrecido hasta los años 70 por el distrito telefónico de La Haya. Marcando un número determinado, se podía oír el tono durante unos minutos. También se pudo llamar a este número desde otros lugares, sin embargo, debido al uso de modulación de banda única para conexiones de larga distancia, no se podía garantizar que se escuchara el tono correcto.